# 野人時代
『野人時代』（やじんじだい、야인시대、ヤインシデ）は、大韓民国の政治家、金斗漢の一代記を描くSBSの大河ドラマ。2002年7月29日から2003年9月30日まで124回放送。脚本はイ・ファンキョン、演出はチャン・ヒョンイル。
日本でもKNTVで放送。2010年には日本語版DVDもリリースされた。

## 主要人物
- キム・ドゥハン - キム・ヨンチョル / 青年期：アン・ジェモ
- キム・ジャジン - チェ・ドンジュン
- 三輪和三郞 刑事 - イ・ジェヨン
- チョン・ジニョン - チャ・グァンス / 青年期：キム・ジョンミン
- オム・ドンウク - チェ・チョロ
- サンカル - パク・チュンギュ
- 林 - イ・チャンフン
- カミムラ - イ・サンイン
- シバル - イ・セチャン
- 吳淑琴（オ・スックム） - イ・ドッキ
- 親祖母 - チョン・ヤンスク
- 親母 -
- 外祖母 - コ・ドゥシム
- ナミコ - イ・セウン
- パク・イネ（朴仁愛） - チョン・ソヨン
- ソル・ヒャング - ホ・ヨンラン
- イェラン - チョ・ヨジョン
- 外叔 - チョ・ヒョンギ
- ウォン老人 - イ・スンジェ
- チェ・ドンヨル - チョン・ドンファン
- 旧馬賊 - イ・ウォンジョン
- シラソニ - チョ・サング
- ユ・ジグァン - ユ・テウン
- 金九 - イ・ヤンフ（朝鮮語版）
- 呂運亨 - キム・ユンヒョン（朝鮮語版）
- 廉東振 - イ・テロ（朝鮮語版）
- 白寬玉 -　ソン・グィヒョン（朝鮮語版）
- 曺仲瑞（朝鮮語版） - ユ・テスル（朝鮮語版）
- 李鉉相（朝鮮語版） - キム・トゥサム
- 稲妻 - チェ・サンハク
- 羅錫疇（朝鮮語版） - ソン・ジョンボム（朝鮮語版）
- キム・ヨンテ -　パク・ヨンロク
- ムン・ヨンチョル - チャン・セジン
- キム・ムオク - イ・ヒョクチェ
- ゲコ - ソン・ドンイル / 青年期：イ・ドンフン
- 沈影 - キム・ヨンイン（朝鮮語版）